# Друговская, Александра Юрьевна
Александра Юрьевна Друговская (13 апреля 1944, Москва, РСФСР, СССР — 21 декабря 2022, Курск, Курская область, Россия) — советский и российский историк, педагог, общественный деятель, Почётный работник науки и образования Курской области (1996), член Союза журналистов России (1996), академик Петровской Академии наук и искусств (1999), Заслуженный работник высшей школы РФ (1999).

## Биография
Родилась в 1944 году в городе Москва.
В 1961 году с серебряной медалью окончила школу.
В 1966 году с отличием историко-филологический факультета Борисоглебского педагогического института.
В 1966—1970 годах работала преподавателем социально-экономических дисциплин в Борисоглебском сельскохозяйственном техникуме.
В 1970 году принята по конкурсу на должность ассистента кафедры марксизма-ленинизма Курского государственного медицинского института.
В 1971 году поступила в очную аспирантуру исторического факультета Московского государственного университета им. М. В. Ломоносова, которую закончила в 1975 году.
В 1976 году защитила диссертацию «Роль искровской печати в борьбе за идейное „наследство“ предшественников российской социал-демократии» на соискание ученой степени кандидата исторических наук.
В 1990 году — диссертацию «Борьба В. И. Ленина, большевистской партии за сохранение и использование революционного наследия предшественников российской социал-демократии» на соискание ученой степени доктора исторических наук.
В 1991 году присвоено звание профессора.
С 2000 году присвоено звание кафедрой истории и экономической теории КГМИ.
С сентября 2006 года — профессор кафедры религиоведения Курского государственного университета.
21 декабря 2022 года скончалась в городе Курск